# 布吉
布吉（ぬのきち、生没年不詳）とは江戸時代の江戸にあった地本問屋である。

## 来歴
布吉と号して江戸において天保弘化期に地本問屋を営業している。歌川国芳、歌川広重の錦絵を出版している。

## 作品
- 歌川国芳 「五条橋の牛若丸と弁慶」 大判2枚続 天保後期ころ
- 歌川国芳 「摂州大物浦平家怨霊顕るゝ図」 大判3枚続 天保末期ころ
- 歌川国芳 「四季之内」 大判揃物 弘化ころ
- 歌川広重 「東都名所」 横大判揃物 天保末
- 歌川広重 「近江八景」 横中判8枚揃 弘化ころ